# Werauhia cowellii
Werauhia cowellii là một loài thuộc chi Werauhia. Đây là loài bản địa của Venezuela.